# Akceptat
Akceptat – potoczne określenie prawnicze, najczęściej łączone z podmiotem przekazanym w stosunku przekazu; jest to podmiot, którego zgoda (akcept) na wykonanie przekazu, powoduje powstanie obowiązku jego realizacji w stosunku do odbioru przekazu. W tym znaczeniu może występować w odniesieniu do różnych stosunków na podstawie przekazu.